# The Little Burglar
The Little Burglar è un cortometraggio muto del 1911 diretto da Tom Ricketts.

## Produzione
Il film fu prodotto dalla Nestor Film Company.

## Distribuzione
Distribuito dalla Motion Picture Distributors and Sales Company, il film - uno split reel in 150 metri - uscì nelle sale cinematografiche USA il 7 giugno 1911. Nelle proiezioni veniva programmato con il sistema dello split reel, accorpato in un'unica bobina con un altro cortometraggio, il western The Cowpuncher.